# László Makkai
László Makkai (Rumania, Cluj-Napoca; 10 de julio de 1914 - Budapest, Hungría; 1 de diciembre de 1989), fue un historiador húngaro, profesor de teología y miembro de Academia Húngara de Ciencias. Era nieto del historiador Domokos Makkai e hijo del escritor Sándor Makkai.

## Obras
- Két világ határán. Havasalföldi városok és kolostorok; Minerva Nyomda, Kolozsvár, 1935
- A milkói (kun) püspökség és népei; Pannonia Nyomda, Debrecen, 1936
- A románok története, különös tekintettel az erdélyi románokra; ed. Gáldi László, Makkai László; Magyar Történelmi Társulat, 1938 (A Magyar Történelmi Társulat könyvei)
- A magyar könyvgyűjtő kézikönyve. Magyar könyvritkaságok és kézikönyvek 1888-1938. közt elért árainak jegyzéke; összeáll. Makkai László, M. Horváth Magda; OSZK, Bp., 1939 (Az Országos Széchényi Könyvtár kiadványai)
- Erdélyi városok; Officina, Bp., 1940 (Officina képeskönyvek) (también en alemán, francés, inglés, italiano)
- Tündérország. Erdély története, földje, népe; Franklin, Bp., 1940 (Magyar könyvek)
- Documenta historiam Valachorum in Hungaria illustrantia usque ad annum 1400; compuesta por Lukinich Imre, Gáldi László, szerk. Fekete-Nagy Antal, Makkai László; Institutum Historiae Europae Centro-Orientalis, Bp., 1941 (Études sur l'Europe Centre-Orientale, 29.)
- Zur Geschichte der ungarländischen Rumänen bis zum Jahre 1400; Fekete-Nagy Antal, Gáldi László, Makkai László, előszó Lukinich Imre; Sárkány Nyomda, Bp., 1941 (Ostmitteleuropäische Bibliothek)
- Contributi alla storia medievale dei Rumeni di Ungheria; Fekete-Nagy Antal, Gáldi László, Makkai László, előszó Lukinich Imre; Sárkány Nyomda, Bp., 1941 (Études sur l'Europe Centre-Orientale; Ostmitteleuropäische Bibliothek)
- Balkáni és magyar elemek a magyarországi román társadalomfejlődésben; Glória Nyomda, Kolozsvár, 1941
- Die Rumänen Siebenbürgens in den ungarischen Urkunden des Mittelalters; Sárkány Ny., Bp., 1942 (Ostmitteleuropäische Bibliothek)
- Gáldi László–Makkai László: Geschichte der Rumänen; Sárkány Nyomda, Bp., 1942 (Ostmitteleuropäische Bibliothek)
- Kolozsvár. Egy magyar város ezer esztendeje; szerk. Makkai László, Vásárhelyi Z. Emil; Kolozsvár város, Kolozsvár, 1942
- Szolnok-Doboka megye magyarságának pusztulása a XVII. század elején; Minerva Nyomda, Kolozsvár, 1942
- Társadalom és nemzetiség a középkori Kolozsváron; Nagy J. Nyomda, Kolozsvár, 1943 (Kolozsvári Szemle könyvtára)
- Az erdélyi románok a középkori magyar oklevelekben; Erdélyi Múzeum-Egyesület, Kolozsvár, 1943 (Erdélyi tudományos füzetek)
- Klausenburg. Tausend Jahre einer ungarischen Stadt; szerk. Makkai László, Vásárhelyi Emil; Danubia, Bp.–Leipzig–Milano, 1944
- Erdély története; Renaissance, Bp., 1944
- Komjáthy Miklós–Makkai László: Világtörténelem. Nagy Nagy Károlytól a francia forradalomig. A gimnáziumok 5., a líceumok és a gazdasági középiskolák 1. oszt. számára; Szikra, Bp., 1945 (Ideiglenes történelemtankönyv sorozat)
- Contributions à l'histoire des établissements danubiens; Presses universitaires de France, Paris, 1945 (Études d'histoire comparée)
- Histoire de Transylvanie; Institut Paul Teleki, Bp., 1946 (Bibliothèque de la Revue d'historie comparée)
- Kiadatlan oklevelek Kolozsvár középkori történetéhez; Erdélyi Tudományos Intézet, Kolozsvár, 1947
- Magyar–román közös múlt; Teleki Intézet, Bp., 1948 (Hazánk és a nagyvilág)
- Az Egyház a világban. A magyarországi ökumenikus egyházak bizonyságtétele az amsterdami világzsinat alkalmából; ed. Bodonhelyi József, H. Gaudy László, Makkai László; Magyarországi Ökumenikus Bizottság, Bp., 1948
- A magyar puritánusok harca a feudalizmus ellen; Akadémiai, Bp., 1952
- I. Rákóczi György birtokainak gazdasági iratai. 1631-1648; sajtó alá rend., bev. Makkai László, ed. Wittman Tibor; Akadémiai, Bp., 1954
- A felsőtiszavidéki parasztfelkelés 1631-1632; Művelt Nép, Bp., 1954
- A kuruc nemzeti összefogás előzményei. Népi felkelések Felső-Magyarországon 1630-32-ben; Akadémiai, Bp., 1956
- Paraszti és majorsági mezőgazdasági termelés a XVII. században; Mezőgazdasági, Bp.–Gödöllő, 1957 (Az Agrártudományi Egyetem Központi Könyvtárának kiadványai; Agrártörténeti tanulmányok)
- Történelem az általános gimnáziumok 2. oszt. számára. Középkori egyetemes történelem 1640-ig. Magyarország története 1526-ig; pedagógiai szempontból átnézte, összefoglalások Eperjessy Géza; Tankönyvkiadó, Bp., 1957 (német, román, szerb, szlovák nyelven is)
- Fejezetek a magyar mérésügy történetéből; szerk. Makkai László; Közgazdasági és Jogi, Bp., 1959
- Történelem az általános gimnáziumok 2. oszt. számára. A középkori egyetemes történelem áttekintése 1640-ig. Magyarország története 1526-ig; összefoglalások Eperjessy Géza; 3., jav. kiad.; Tankönyvkiadó, Bp., 1959
- Die Entstehung der gesellschaftlichen Basis des Absolutismus in den Ländern der österreichischen Habsburger; Akadémiai, Bp., 1960
- Olivér Cromwell beszédeiből, leveleiből; összeáll., bev., jegyz. Makkai László, ford. Böszörményi Ede; Gondolat, Bp., 1960 (Európai antológia. Angol reneszánsz és polgári forradalom)
- Árpád-kori és Anjou-kori levelek. XI-XIV. század; sajtó alá rend., vál., bev., jegyz. Makkai László, Mezey László; Gondolat, Bp., 1960 (Nemzeti könyvtár. Levelestár)
- Stefan Batory w Siedmiogrodzie; lengyelre ford. Andrzej Sieroszewski; Ksiązka i Wiedza, Warszawa, 1961 (Swiatowid)
- A termelőerők fejlődése a feudalizmus korában; Felsőoktatási Jegyzetellátó, Bp., 1963 (Történelemtanároknak)
- A magyar városfejlődés és városépítés történetének vázlata; Tankönyvkiadó, Bp., 1963 (Mérnöki Továbbképző Intézet kiadványa)
- Pest megye múltjából. Tanulmányok; szerk. Keleti Ferenc, Lakatos Ernő, Makkai László; Pest Megye Tanácsa, Bp., 1965
- Hankiss Elemér–Makkai László: Anglia az újkor küszöbén; Gondolat, Bp., 1965 (Európa nagy korszakai Angol reneszánsz és polgári forradalom)
- Jobbágytelek és parasztgazdaság az örökös jobbágyság kialakulásának korszakában. Tanulmányok Zemplén megye XVI-XVII. századi agrártörténetéből; szerk., bev. Makkai László; Akadémiai, Bp., 1966
- A tudomány forradalma Angliában; összeáll., bev., jegyz. Makkai László, ford. Kenéz Győző, Lengyel József, Makkai László; Gondolat, Bp., 1966 (Európai antológia Angol reneszánsz és polgári forradalom)
- Angliai Erzsébet; Akadémiai, Bp., 1967 (Életek és korok)
- A keresztyén egyház története Magyarországon a XVII. század végéig; Református Theológiai Akadémia, Egyháztörténeti Tanszék, Debrecen, 1972
- XVI. századi magyar református hitvallások; szerk. Makkai László; Református Theológiai Akadémia, Egyháztörténeti Tanszék, Debrecen, 1972
- A reneszánsz világa; Móra, Bp., 1974 (Képes történelem) (oroszul is)
- Makkai László–Barcza József–Csohány János: In memoriam eliberationis Verbi Divini ministrorum Hungaricorum ad triremes condemnatorum 1676. Imagines ac autographa liberatorum necnon bibliographia opusculorum contemporaneorum in regnis exteris editorum persecutionem ecclesiarum evangelicarumin Hungaria tractantium; Sectionis Typographicae Officii Synodalis Ecclesiae Reformatae in Hungaria, Bp., 1976 (Studia et acta ecclesiastica. N. S. Acta ecclesiastica)
- A magyarországi gályarab prédikátorok emlékezete. Galeria omnium sanctorum; szerk. Fabinyi Tibor, Ladányi Sándor, Makkai László; Magyar Helikon, Bp., 1976
- Bojti Veres Gáspár dicsőítő éneke Bethlen Gábor tiszteletére / Casparis Weres Boithini panegyris in laudes Gabrielis Bethlen; ford. Tóth Béla, tan. Makkai László; Hazafias Népfront Bethlen-Emlékbizottsága, Bp., 1980
- Bethlen Gábor emlékezete; vál., szerk., előszó, bev. Makkai László; Magyar Helikon, Bp., 1980 (Bibliotheca historica)
- Bethlen Gábor krónikásai. Krónikák, emlékiratok, naplók a nagy fejedelemről; összeáll., bev., jegyz. Makkai László; Gondolat, Bp., 1980
- Sellei Sarolta–Panyik István: Shakespeare Angliája; bev., idézetek vál. Makkai László; Corvina, Bp., 1982
- Vezérfonal a középkori egyház történetének tanulásához; 2. kiad.; Református Theológiai Akadémia, Debrecen, 1983
- Jan Ackersdijck magyarországi útinaplója 1823-ból (Verslag van zijn Hongaarse reis in 1823); előszó, jegyz. Makkai László, hollandról ford. Bujtás László Zsigmond; Helikon, Bp., 1987
- Az európai feudalizmus jellegzetességei; Tankönyvkiadó, Bp., 1987 (Pallasz könyvek)
- A technika századai. Válogatott tanulmányok; összeáll. Gazda István; Akadémiai, Bp., 1997